# Fabronia beccarii
Fabronia beccarii là một loài Rêu trong họ Fabroniaceae. Loài này được Hampe mô tả khoa học đầu tiên năm 1872.